# Manjushri
Mañjuśrī o Manjushri (en sánscrito: मञ्जुश्री) es uno de los bodhisattvas más célebres del budismo mahāyāna, identificado en el campo de los estudios budistas como probablemente el bodhisattva más antiguo y uno de los más importantes de la literatura mahāyāna, junto al popular Avalokiteshvara. En el budismo vajrayāna es considerado un Buda completamente iluminado.
Su nombre significa «gloria gentil».

## Representación

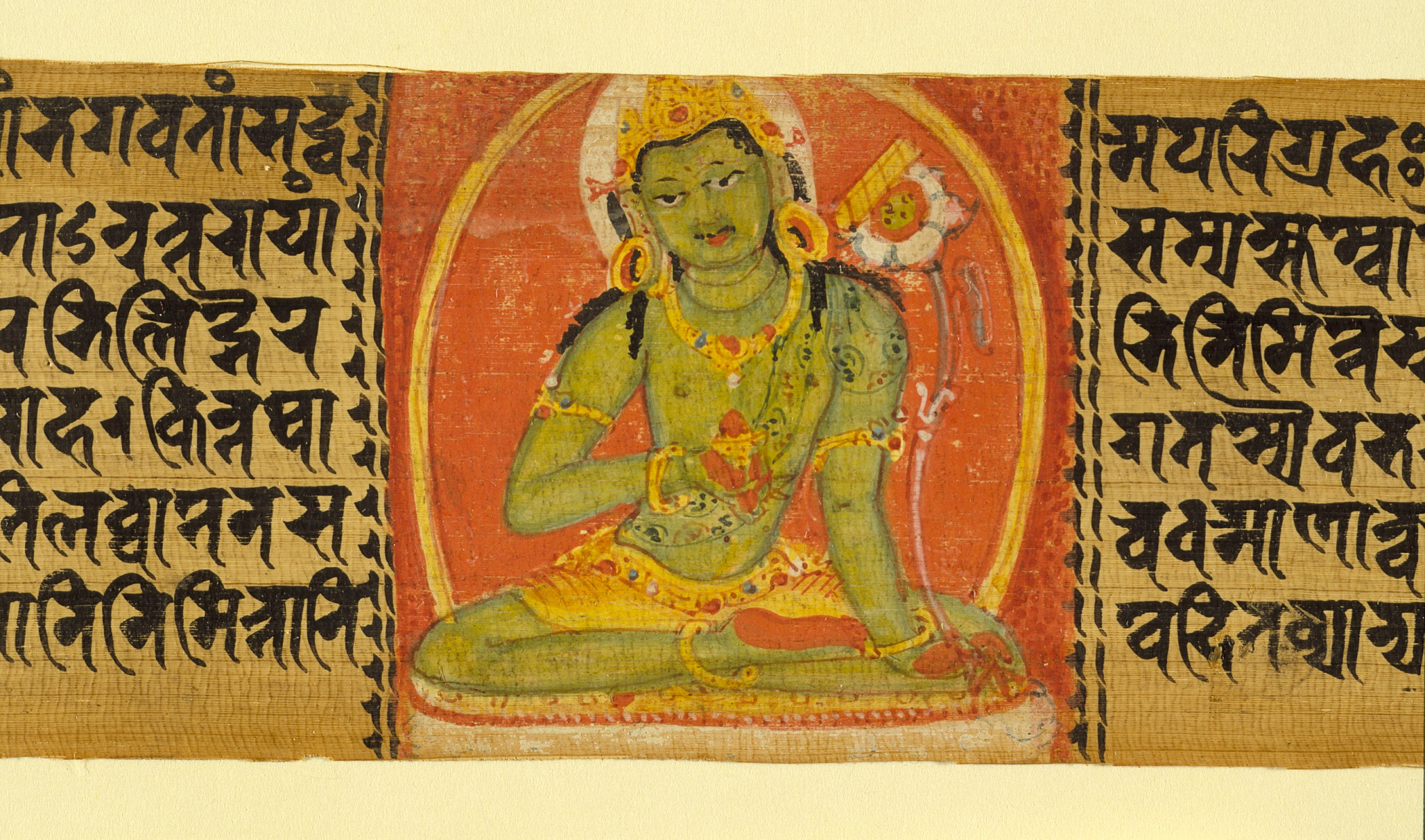
El Bodhisattva Manjushri, folio del sutra Prajnaparamita.

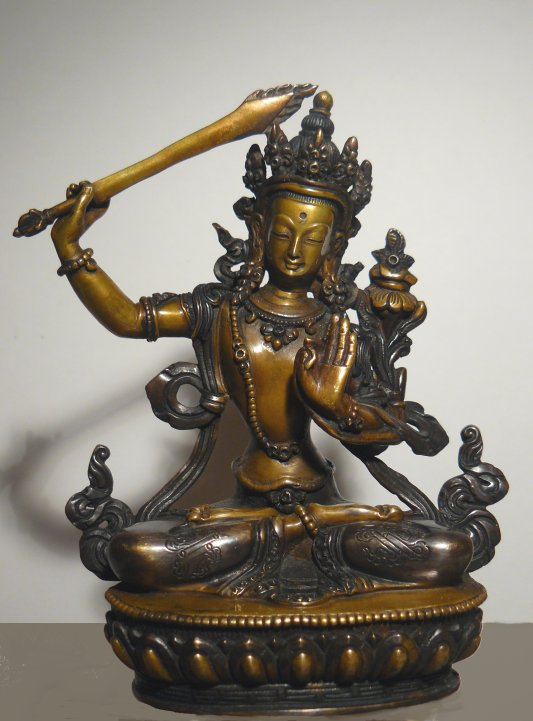
Manjushri, figura de bronce de estilo nepalí

Manjushri suele ser representado en dos formas. En la más habitual en la actualidad, aparece como un joven sentado en la posición del loto, con una espada en llamas en la mano derecha y una flor de loto en la izquierda. La espada simboliza la sabiduría que permite al creyente cortar las ataduras con el mundo engañoso que nos muestran los sentidos. La flor de loto de la mano izquierda sostiene el Sutra Prajnaparamita («Perfección de la sabiduría»), uno de los textos más influyentes de la doctrina mahāyāna.

## En el budismo Mahayana
Hay alusiones a Manjusri en los primeros sutras mahayana, como los sutras Prajnaparamita. A a raíz de esta asociación, desde comienzos del mahayana Manjusri vino a personificar el prajna (sabiduría trascendental). El Sutra de Loto le asigna una tierra pura llamada Vimala, la cual, de acuerdo con el Sutra Avatamsaka, se encuentra en el Este. Buda Shakyamuni predice en esa escritura que la tierra pura de Manjushri será uno de los mejores paraísos en toda la existencia, en el pasado, presente y futuro y que cuando este bodhisattva logre el estado de Buda, su nombre será "Visión Universal".

Un ejemplo de una enseñanza de Manjushri puede encontrarse en el Sutra Saptaśatikā Prajñāpāramitā. Este sūtra contiene un diálogo entre Manjushri y el Buda sobre el samādhi "de una sola práctica" (sánscrito: Ekavyūha Samādhi). El maestro chán Sheng-yen presenta la siguiente enseñanza de Manjushri, para entrar en samādhi de forma natural a través de la sabiduría trascendente:
Contempla los cinco skandhas como originalmente vacíos y en quietud, sin surgir, sin perecer, iguales, sin diferenciación. Practicando así constantemente, de día o de noche, ya sea sentado, caminando, de pie o acostado, finalmente uno alcanza un estado inconcebible sin forma u obstrucción alguna. Este es el Samadhi de Un Solo Acto (yixing sanmei, 一行三昧).
Manjushri también tiene un rol destacado en el Sutra de Vimalakirti, donde es el único de todos los bodhisattvas y discípulos de Buda que se atreve a dabatir con el laico Vimalakīrti. El debate permite a ambos exponer en profundidad acerca de la sabiduría del vacío. 

## En el budismo Vajrajana
En el budismo Vajrajana, Manjushri es una deidad de la meditación y es considerada un Buda completamente iluminado. En el budismo Shingon, es uno de los trece budas venerados por los practicantes. Tiene largas apariciones en muchos textos esotéricos como el Mañjuśrī-mūla-kalpa. En algunas tradiciones, está acompañado por Saraswati como su consorte.
Se dice que Je Tsongkhapa, quien fundó la escuela Gelug de budismo tibetano, recibió sus enseñanzas de visiones que tuvo de Manjushri.